# Funko Fusion
Funko Fusion — компьютерная игра-кроссовер в жанре приключенческого экшена, разработанная компанией 10:10 Games. Релиз игры для Windows, PlayStation 5 и Xbox Series X/S состоялся 13 сентября 2024 года, а 15 ноября того же года игра выйдет для PlayStation 4 и Nintendo Switch. Игра основана на линейке игрушек Funko Pop!, созданной компанией Funko.

## Геймплей
Funko Fusion — это приключенческая компьютерная игра, в которой могут принимать участие до четырёх игроков.

### Представленные франшизы
В игре представлены различные персонажи из фильмов и телесериалов киностудии Universal Pictures:
- «Академия Амбрелла»
- «Вольтрон: Легендарный защитник»
- «Детские игры»
- «Звёздный крейсер „Галактика“»
- «Зена — королева воинов»
- «Зомби по имени Шон»
- «Классическая серия фильмов ужасов студии Universal»
- «М3ГАН»
- «Мумия»
- «Назад в будущее»
- «Нет»
- «Неуязвимый (мультсериал)»
- «Нечто»
- «Парк юрского периода»
- «Скотт Пилигрим против всех»
- «Типа крутые легавые»
- «Челюсти»
- «Ходячие мертвецы»
- «Рыцарь дорог[англ.]»
- Five Nights at Freddy’s
- Funko
- Masters of the Universe[англ.]
- Mega Man
- Team Fortress 2 (только ПК)

## Приём
| Сводный рейтинг | Сводный рейтинг |
| Агрегатор       | Оценка          |
| --------------- | --------------- |
| Metacritic      | 54/100 (PS5)    |

Средняя оценка Funko Fusion на агрегаторе Metacritic составила 54 балла из 100; игра заняла восьмое место в десятке худших компьютерных игр 2024 года по версии сайта (в перечень попали только те игры, которые набрали хотя бы семь отзывов прессы).